# Annie Ross
Annie Ross (Surrey, 25 de julio de 1930-Nueva York, 21 de julio de 2020) fue una actriz y cantante británica de jazz, nacionalizada estadounidense en 2001.

## Trayectoria
A pesar de que nació en Surrey, Inglaterra, se mudó a vivir a California para vivir con su tía Ella Logan. Su hermano fue Jimmy Logan.
En 1952, Ross conoció al propietario de Prestige Records, Bob Weinstock, quien le pidió que escribiera la letra de un solo de jazz de manera similar a King Pleasure, una práctica que más tarde se conocería como vocalese. Al día siguiente, ella le presentó "Twisted", un tratamiento de la composición del mismo nombre del saxofonista Wardell Gray de 1949, un ejemplo clásico del género. La canción, lanzada por primera vez en 1952 (luego recopilada en el álbum King Pleasure Sings / Annie Ross Sings), fue un éxito rotundo y resultó en su ganadora del premio New Star de la revista Down Beat. Es quizás, su canción más famosa (un clásico del género vocalese), que forma parte de la banda sonora de la película de Woody Allen, Desmontando a Harry y que, también, ha sido grabada por Joni Mitchell, Bette Midler y muchos otros.
En febrero de 1956, la revista de música británica NME informó que la BBC prohibió la versión de Ross de la canción "I Want You to Be My Baby" debido a la letra "Ven encima y ten un poco de amor".
Conocida como miembro del trío Lambert, Hendricks & Ross, en el que fue sustituida por enfermedad en 1960 por Carol Sloane. Grabó siete álbumes con Lambert, Hendricks & Ross entre 1957 y 1962. El primero, Sing a Song of Basie (1957), debía haber sido interpretada por un grupo de cantantes contratados por Jon Hendricks y Dave Lambert con Ross contratada solo como apoyo vocal. Se decidió que el trío debería intentar grabar el material y sobregrabar todas las voces adicionales ellos mismos, pero las dos primeras pistas se grabaron y se consideraron insatisfactorias, por lo que abandonaron la idea del doblaje. El álbum resultante fue un éxito y el trío se convirtió en un éxito internacional. Durante los siguientes cinco años, Lambert, Hendricks & Ross realizaron giras por todo el mundo y grabaron álbumes como The Hottest New Group in Jazz (1959), Sing Ellington (1960), High Flying (1962) y The Real Ambassadors (1962), escrito por Dave Brubeck y con Louis Armstrong y Carmen McRae. Ross dejó el grupo en 1962.
Sus papeles cinematográficos de la edad adulta incluyeron a Liza en la película Straight On till Morning (1972), Claire en Alfie Darling (1976), Diana Sharman en Funny Money (1983), Vera Webster en Superman III (1983), Mrs. Hazeltine en Throw Momma from the train (1987), Rose Brooks en Witchery (1988), Loretta Cresswood en Pump Up the Volume (1990), Tess Trainer en Short Cuts de Robert Altman (1993) y Lydia en Blue Sky (1994). También apareció como Granny Ruth en las películas de terror Basket Case 2 (1990) y Basket Case 3: The Progeny (1991). También tuvo un pequeño papel en The Player de Robert Altman en 1992. Ross también protagonizó la comedia dramática de Scottish Television Charles Endell Esquire (1979). [16]Proporcionó la voz de Britt Ekland en The Wicker Man (1973) y la voz de Ingrid Thulin en Salon Kitty (1976). En el escenario, apareció en Cranks (1955; Londres y Nueva York), The Threepenny Opera (1972), The Seven Deadly Sins (1973) en la Royal Opera House, Kennedy's Children (1975) en Arts Theatre, Londres, Side by Junto a Sondheim, y en la producción de Joe Papp de The Pirates of Penzance (1982).
Regentó el club nocturno Annie's Room ubicado en Londres, abierto en 1964, fue punto de encuentro de conocidos músicos de jazz como Joe Williams, Nina Simone, Stuff Smith, Blossom Dearie, Anita O'Day, Jon Hendricks, Erroll Garner, Cleo Laine, Hoagy Carmichael, John Dankworth o Count Basie.
Falleció el 21 de julio de 2020 en su domicilio en Manhattan a causa sus problemas de salud, tenía un enfisema y un problema cardíaco.

## Discografía

### En solitario
- Singin' and Swingin' (con Dorothy Dunn y Shelby Davis) (1952)
- King Pleasure Sings / Annie Ross Sings (1952)
- Tony Crombie and His Orchestra (1954) (Decca DFE6247)
- Annie by Candlelight (1956)
- Nocturne for Vocalist (EP) (1956)
- Annie Ross Sings a Song with Mulligan! (World Pacific, 1958)
- A Gasser! (Con Zoot Sims) (1959)
- Gypsy (1959)
- Loguerhythms (1962)
- Sings a Handful of Songs (1963)
- Facade (1967)
- You and Me Baby (Live at Hampstead Theatre) (1970)
- In Hoagland (con Hoagy Carmichael y Georgie Fame) (1981)
- Music Is Forever (1995)
- Cool for Kids (2001)
- Let Me Sing (2005)

### Con Lambert, Hendricks & Ross
- Sing a Song of Basie (1957)
- Sing Along with Basie (Roulette, 1958)
- The Swingers! (1958)
- Lambert, Hendricks, & Ross! (también The Hottest New Group in Jazz) (1959)
- Sing Ellington (1960)
- The Real Ambassadors (con Louis Armstrong, Dave Brubeck y Carmen McRae) (1962)
- High Flying (también The Way-Out Voices of Lambert, Hendricks and Ross) (1962)

### Álbumes en vivo
- Annie Ross & Pony Poindexter (1967)
- You and Me Baby (1971)
- Annie Ross in Poland,1965 (2002)
- Live in London,1965 (2006)

### Bandas sonoras
- Cranks (Original London Cast Recording) (1955)
- Short Cuts (Soundtrack) (1993)

### Compilaciones
- Everybody's Boppin' (1990)
- Twisted - The Best of Lambert, Hendricks, & Ross (1992)
- Skylark (combina Annie by Candlelight and Nocturne for Vocalist) (1996)
- The Hottest New Group in Jazz (combina Lambert, Hendricks, & Ross, Sing Ellington, and High Flying) (1996)
- A Handfull [sic] of Songs...and More (combina Sings a Handful of Songs y cuatro canciones grabadas live en Tel Aviv en 1956) (2000)
- Twisted (2008)
- Improvisations for the Human Voice (2009)
- Zoot Sims Meets Lambert, Hendricks, & Ross. Los Angeles 1959 (2010)
- Four Classic Albums (combina Annie by Candlelight, Sings a Song with Mulligan, A Gasser, and Gypsy) (2011)

## Premios y reconocimientos
- Premio ASCAP Jazz Wall of Fame (2009).
- Premio National Endowment for the Arts Jazz Masters (2010).
- Premio Manhattan Lifetime Achievement de Cabarets & Clubs (2011).[1]